# 波哥大稀树草原

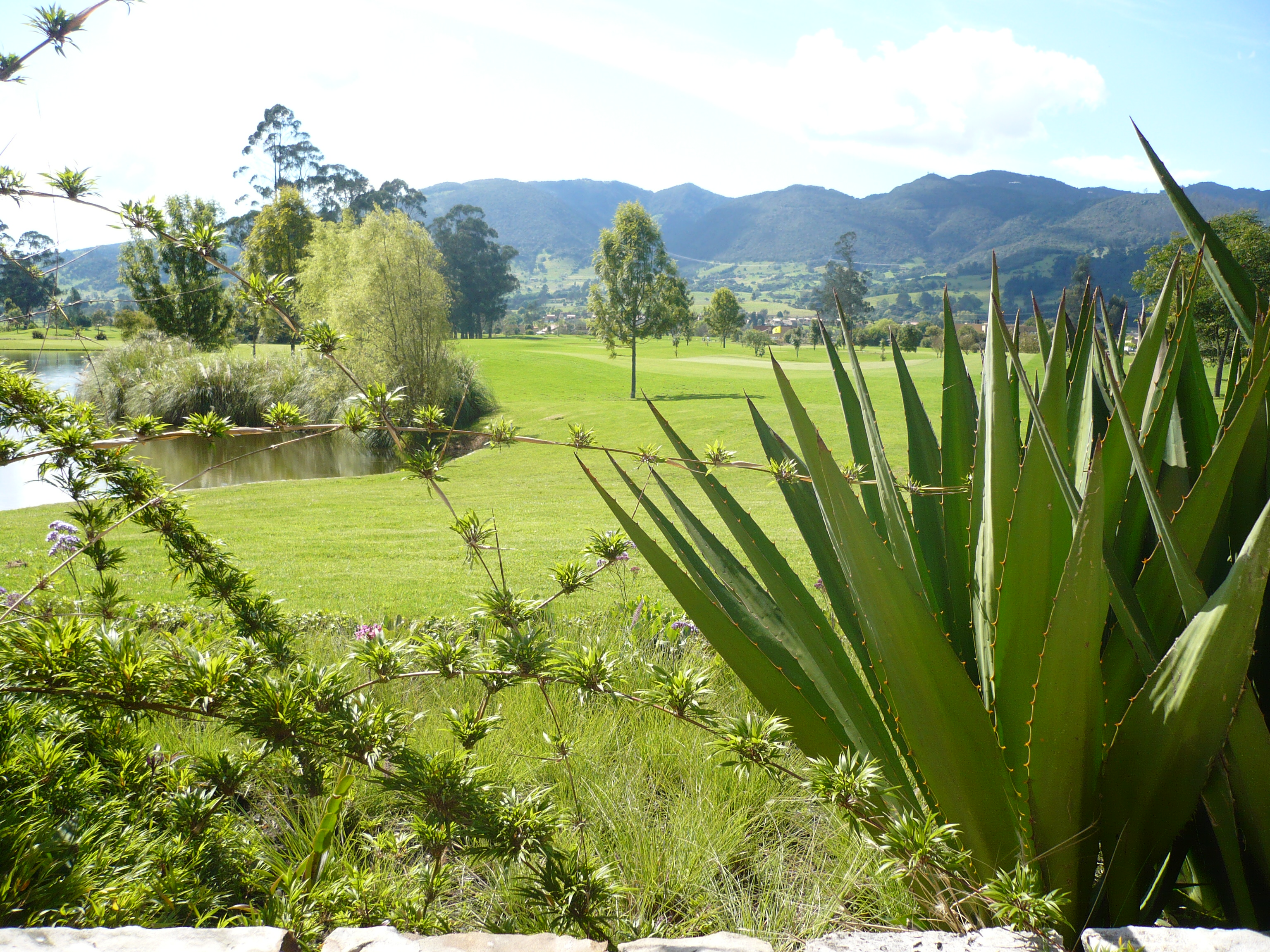

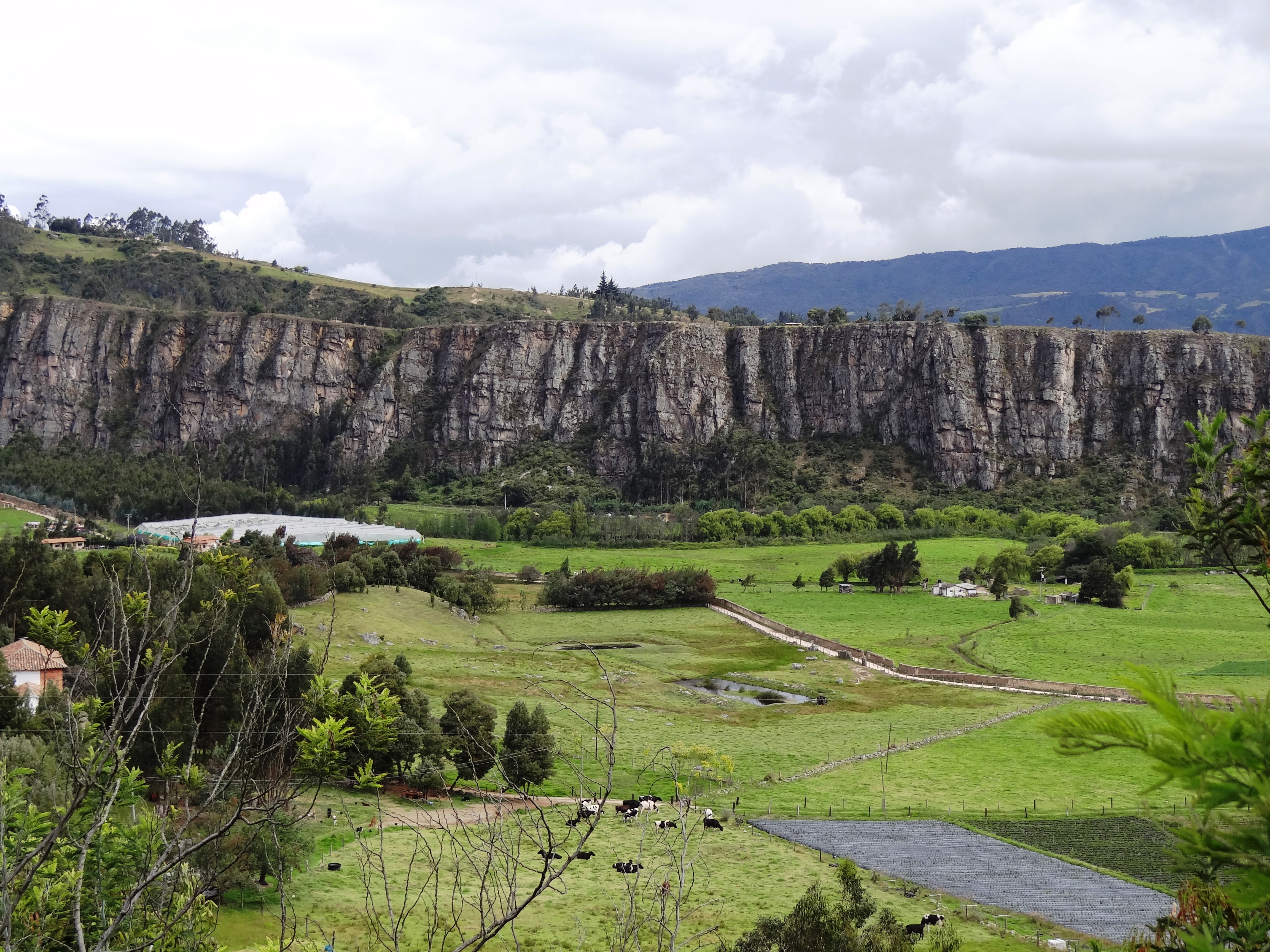

波哥大稀树草原是位于哥伦比亚中部昆迪博亚卡高原西南部哥倫比亞東部山脈的一個疏林草原。波哥大稀树草原面积为4,251.6平方（1,641.6平方英里） ，平均海拔2,650（8,690英尺） 。波哥大河貫穿波哥大稀树草原。在西班牙征服波哥大稀树草原之前，當地居住着土著穆伊斯卡人。